# Yoołgai Asdzą́ą́
Yoołgai Asdzą́ą́ (White Shell Woman; Yoołgai asdząąn), u pričanjima o Stvaranju kod Navaho Indijanaca sestra je božice Asdzą́ą́ Nádleehé, lunarno božanstvo povezano s oceanom, vatrom, kukuruzom i izlaskom sunca. Bijela žena-školjka rodila se iz abalone školjke kada su Bog koji govori (Talking God) i Vjetar (Wind) udahnuli život u dvije školjke iz kojih su se rodile dvije sestre. Rasle su same, a za društvo Asdzą́ą́ Nádleehé je našla Sunce, a Yoołgai Asdzą́ą́  planinski potok, ona je žena Vode.
Obje božice ponekad postaju isti lik. Javlja i u pričanjima drugih susjednih plemena kao što su Zuñi i Apači. 